# Anti World Tour
Die Anti World Tour war die siebte Konzert-Tournee der R&B-Sängerin Rihanna. Die Tournee dauerte von Februar bis August 2016; dabei warb Rihanna für ihr achtes Studioalbum Anti (2016).
Die Tournee begann am 12. März 2016 in Jacksonville und endete am 18. August 2016 in Hasselt. Insgesamt wurden 44 Konzerte in Nordamerika und 31 in Europa gespielt.

## Hintergrund
Im November 2015 unterschrieb Rihanna einen 25-Millionen-US-Dollar-Vertrag mit Samsung, nicht nur um für die neuen Produkte zu werben, sondern auch, um von Samsung gesponsert zu werden. Am 23. November 2015 gab die Sängerin bekannt, dass sie 2016 auf Tournee gehen würde. Die Tickets waren seit dem 3. Dezember 2015 erhältlich. Die von Samsung gesponserte Tour hat am 12. März 2016 in Jacksonville begonnen und sollte am 18. August 2016 in Hasselt enden. Als Vorprogramm diente in den Vereinigten Staaten der Rapper Travis Scott. In Europa wird der Rapper Big Sean auftreten, nachdem der Sänger The Weeknd abgesagt hatte.

## Setliste
Die Setlist ist aus Jacksonville, USA. Sie repräsentiert nicht alle Konzerte der Tournee.
1. Stay
2. Love The Way You Lie (Part II)
3. Woo
4. Sex With Me
5. Birthday Cake (New Version)
6. Pour It Up
7. Numb (New Version)
8. Bitch Better Have My Money
9. Pose
10. Goodnight Gotham
11. Consideration
12. Live Your Life / Run This Town / All of the Lights
13. Umbrella
14. Desperado
15. Man Down (Trap Version)
16. Rude Boy
17. Work
18. Take Care
19. We Found Love (enthält Elemente von How Deep Is Your Love)
20. Where Have You Been
21. Talk That Talk (Dance Break)
22. Needed Me
23. Same Ol’ Mistakes
24. Diamonds
25. FourFiveSeconds
26. Love On The Brain
27. Kiss It Better

### Besonderheiten
- Bei den Konzerten in Miami, in Toronto und in Manchester sang Rihanna das Lied Work zusammen mit Drake.

## Tourdaten
Die folgende Liste zeigt die Konzertdaten sowie die Ticketverkäufe, für die Daten vorlagen. Ein Teil der US-Tour sowie der Europatournee musste umgeplant werden, da die Sängerin an Bronchitis erkrankte.
| Datum              | Stadt             | Land                         | Veranstaltungsort          | Vorprogramm                        | Eintrittskarten Verkauft / Verfügbar | Umsatz in US-Dollar |
| Nordamerika        | Nordamerika       | Nordamerika                  | Nordamerika                | Nordamerika                        | Nordamerika                          | Nordamerika         |
| ------------------ | ----------------- | ---------------------------- | -------------------------- | ---------------------------------- | ------------------------------------ | ------------------- |
| 12. März 2016      | Jacksonville      | Vereinigte Staaten           | Jacksonville Arena         | Travis Scott                       | 10.916 / 11.253                      | 880.516             |
| 13. März 2016      | Tampa             | Vereinigte Staaten           | Amalie Arena               | Travis Scott                       | 12.079 / 12.905                      | 937.994             |
| 15. März 2016      | Miami             | Vereinigte Staaten           | American Airlines Arena    | Travis Scott                       | 11.792 / 12.905                      | 1.196.994           |
| 18. März 2016      | Nashville         | Vereinigte Staaten           | Bridgestone Arena          | Travis Scott                       | 15.254 / 15.287                      | 1.590.047           |
| 19. März 2016      | Cincinnati        | Vereinigte Staaten           | U.S. Bank Arena            | Travis Scott                       | 10.773 / 11.089                      | 890.872             |
| 20. März 2016      | Charlotte         | Vereinigte Staaten           | Time Warner Cable Arena    | Travis Scott                       | 13.811 / 14.174                      | 948.212             |
| 22. März 2016      | Washington, D.C.  | Vereinigte Staaten           | Verizon Center             | Travis Scott                       | 12.913 / 13.287                      | 1.539.808           |
| 23. März 2016      | Buffalo           | Vereinigte Staaten           | First Niagara Center       | Travis Scott                       | 12.788 / 13.215                      | 983.393             |
| 24. März 2016      | Auburn Hills      | Vereinigte Staaten           | The Palace of Auburn Hills | Travis Scott                       | 11.748 / 12.482                      | 944.183             |
| 26. März 2016      | Hartford          | Vereinigte Staaten           | XL Center                  | Travis Scott                       | 10.962 / 11.104                      | 853.354             |
| 27. März 2016      | Brooklyn          | Vereinigte Staaten           | Barclays Center            | Travis Scott                       | 28.010 / 28.010                      | 2.906.512           |
| 30. März 2016      | Brooklyn          | Vereinigte Staaten           | Barclays Center            | Travis Scott                       | 28.010 / 28.010                      | 2.906.512           |
| 2. April 2016      | Newark            | Vereinigte Staaten           | Prudential Center          | Travis Scott                       | 12.992 / 12.992                      | 1.471.474           |
| 3. April 2016      | Philadelphia      | Vereinigte Staaten           | Wells Fargo Center         | Travis Scott                       | 12.994 / 13.361                      | 1.652.596           |
| 5. April 2016      | Quebec City       | Kanada                       | Videotron Centre           | Travis Scott                       | –                                    | –                   |
| 6. April 2016      | Montreal          | Kanada                       | Bell Centre                | Travis Scott                       | 21.737 / 22.296                      | 2.432.620           |
| 7. April 2016      | Montreal          | Kanada                       | Bell Centre                | Travis Scott                       | 21.737 / 22.296                      | 2.432.620           |
| 9. April 2016      | Baltimore         | Vereinigte Staaten           | Royal Farms Arena          | Travis Scott                       | –                                    | –                   |
| 10. April 2016     | Boston            | Vereinigte Staaten           | TD Garden                  | Travis Scott                       | –                                    | –                   |
| 13. April 2016     | Toronto           | Kanada                       | Air Canada Centre          | Travis Scott                       | –                                    | –                   |
| 14. April 2016     | Toronto           | Kanada                       | Air Canada Centre          | Travis Scott                       | –                                    | –                   |
| 15. April 2016     | Chicago           | Vereinigte Staaten           | United Center              | Travis Scott                       | –                                    | –                   |
| 18. April 2016     | Winnipeg          | Kanada                       | MTS Centre                 | Travis Scott                       | –                                    | –                   |
| 20. April 2016     | Edmonton          | Kanada                       | Rexall Place               | Travis Scott                       | –                                    | –                   |
| 21. April 2016     | Calgary           | Kanada                       | Scotiabank Saddledome      | Travis Scott                       | –                                    | –                   |
| 23. April 2016     | Vancouver         | Kanada                       | Rogers Arena               | Travis Scott                       | –                                    | –                   |
| 24. April 2016     | Seattle           | Vereinigte Staaten           | KeyArena                   | Travis Scott                       | –                                    | –                   |
| 27. April 2016     | Salt Lake City    | Vereinigte Staaten           | Vivint Smart Home Arena    | Travis Scott                       | –                                    | –                   |
| 29. April 2016     | Las Vegas         | Vereinigte Staaten           | Mandalay Bay Center        | Travis Scott                       | –                                    | –                   |
| 30. April 2016     | Las Vegas         | Vereinigte Staaten           | Mandalay Bay Center        | Travis Scott                       | –                                    | –                   |
| 1. Mai 2016.       | Phoenix           | Vereinigte Staaten           | Talking Stick Resort Arena | Travis Scott                       | –                                    | –                   |
| 3. Mai 2016        | Los Angeles       | Vereinigte Staaten           | The Forum                  | Travis Scott                       | 25.111 / 25.111                      | 2.488.465           |
| 4. Mai 2016        | Los Angeles       | Vereinigte Staaten           | The Forum                  | Travis Scott                       | 25.111 / 25.111                      | 2.488.465           |
| 6. Mai 2016        | San Jose          | Vereinigte Staaten           | SAP Center                 | Travis Scott                       | –                                    | –                   |
| 7. Mai 2016        | Oakland           | Vereinigte Staaten           | Oracle Arena               | Travis Scott                       | 11.409 / 11.440                      | 1.263.414           |
| 9. Mai 2016        | San Diego         | Vereinigte Staaten           | Viejas Arena               |                                    | –                                    | –                   |
| 13. Mai 2016       | Dallas            | Vereinigte Staaten           | American Airlines Center   |                                    | 13.257 / 13.357                      | 1.134.952           |
| 14. Mai 2016       | Austin            | Vereinigte Staaten           | Frank Erwin Center         |                                    | 10.422 / 10.422                      | 917.707             |
| 15. Mai 2016       | Houston           | Vereinigte Staaten           | Toyota Center              |                                    | 10.927 / 11.105                      | 1.436.742           |
| 17. Mai 2016       | New Orleans       | Vereinigte Staaten           | Smoothie King Center       |                                    | –                                    | –                   |
| 18. Mai 2016       | Atlanta           | Vereinigte Staaten           | Philips Arena              |                                    | 14.397 / 14.937                      | 1.249.535           |
| Europa             |                   |                              |                            |                                    |                                      |                     |
| 17. Juni 2016      | Amsterdam         | Niederlande                  | Amsterdam Arena            | Big Sean DJ Mustard                | 30.456/30.456                        | unbekannt           |
| 21. Juni 2016      | Dublin            | Irland                       | Aviva Stadium              | Big Sean DJ Mustard                | 29.132 / 29.132                      | unbekannt           |
| 24. Juni 2016      | London            | Vereinigtes Königreich       | Wembley-Stadion            | Big Sean DJ Mustard                | 48.385 / 73.921                      | unbekannt           |
| 25. Juni 2016      | Coventry          | Vereinigtes Königreich       | Ricoh Arena                | Big Sean DJ Mustard                | 28.784 / 28.784                      | unbekannt           |
| 27. Juni 2016      | Glasgow           | Vereinigtes Königreich       | Hampden Park               |                                    | 36.548 / 36.548                      | unbekannt           |
| 29. Juni 2016      | Manchester        | Vereinigtes Königreich       | Emirates Old Trafford      |                                    | 49.543 / 49.754                      | unbekannt           |
| 2. Juli 2016       | Oslo              | Norwegen                     | Telenor Arena              |                                    | 17.382 / 17.382                      | unbekannt           |
| 4. Juli 2016       | Stockholm         | Schweden                     | Tele2 Arena                |                                    | 34.955 / 34.955                      | unbekannt           |
| 7. Juli 2016       | Kopenhagen        | Dänemark                     | Refshaleøen                |                                    | 65.000 / 65.000                      | unbekannt           |
| 9. Juli 2016       | Hamburg           | Deutschland                  | Volkspark-Stadion          | Big Sean DJ Mustard Bibi Bourelly  | 42.823 / 55.187                      | unbekannt           |
| 11. Juni 2016      | Turin             | Italien                      | Pala Alpitour              |                                    | –                                    | unbekannt           |
| 13. Juli 2016      | Mailand           | Italien                      | Stadio San Siro            |                                    | 53.000 / 53.000                      | unbekannt           |
| 17. Juli 2016      | Frankfurt am Main | Deutschland                  | Commerzbank-Arena          | Big Sean                           | 40.889 / 43.947                      | unbekannt           |
| 19. Juli 2016      | Lyon              | Frankreich                   | Stade des Lumières         |                                    | –                                    | unbekannt           |
| 21. Juli 2016      | Barcelona         | Spanien                      | Palau Sant Jordi           | Big Sean DJ Mustard                | 15.398 / 15.398                      | unbekannt           |
| 23. Juli 2016      | Lille             | Frankreich                   | Stade Pierre-Mauroy        | Big Sean DJ Mustard                | 23.894 / 23.894                      | unbekannt           |
| 26. Juli 2016      | Prag              | Tschechien                   | Eden Aréna                 | Big Sean DJ Mustard                | –                                    | unbekannt           |
| 28. Juli 2016      | Köln              | Deutschland                  | Rhein Energie Stadion      | Big Sean DJ Mustard Bibi Bourelly  | –                                    | unbekannt           |
| 30. Juli 2016      | Paris             | Frankreich                   | Stade de France            | Big Sean DJ Mustard                | 79.983 / 80.652                      | unbekannt           |
| 2. August 2016     | Malmö             | Schweden                     | Malmö Arena                | Big Sean DJ Mustard                | 12.876 / 12.876                      | unbekannt           |
| 3. August 2016     | Skanderborg       | Dänemark                     | Smukkeste Festival         |                                    | –                                    | unbekannt           |
| 5. August 2016     | Warschau          | Polen                        | PGE Narodowy               | Big Sean Mo Beatz                  | 43.498 / 43.498                      | unbekannt           |
| 7. August 2016     | München           | Deutschland                  | Olympiastadion             | Big Sean Alan Walker Bibi Bourelly | 62.271 / 62.271                      | unbekannt           |
| 9. August 2016     | Wien              | Österreich                   | Wiener Stadthalle          | Big Sean R3hab                     | 13.023 / 13.023                      | unbekannt           |
| 11. August 2016    | Budapest          | Ungarn                       | Sziget Festival            |                                    | –                                    | unbekannt           |
| 12. August 2016    | Zürich            | Schweiz                      | Letzigrund Stadion         | Big Sean DJ Mustard                | 27.109 / 27.109                      | unbekannt           |
| 14. August 2016    | Bukarest          | Rumänien                     | Piața Constituției         | Delia                              | 51.293 / 52.448                      | unbekannt           |
| 16. August 2016    | Berlin            | Deutschland                  | Mercedes-Benz Arena        | Big Sean R3hab Bibi Bourelly       | –                                    | unbekannt           |
| 18. August 2016    | Hasselt           | Belgien                      | Pukkelpop Festival         |                                    | –                                    | unbekannt           |
| 20. August 2016    | Staffordshire     | Vereinigtes Königreich       | V Festival                 |                                    | –                                    | unbekannt           |
| 21. August 2016    | Chelmsford        | Vereinigtes Königreich       | V Festival                 |                                    | –                                    | unbekannt           |
| Spätere Termine    |                   |                              |                            |                                    |                                      |                     |
| 3. September 2016  | Philadelphia      | Vereinigte Staaten           | Benjamin Franklin Parkway  |                                    | –                                    |                     |
| 24. September 2016 | New York City     | Vereinigte Staaten           | Hylands Park               |                                    | –                                    |                     |
| 27. November 2016  | Abu Dhabi         | Vereinigte Arabische Emirate | du Arena                   |                                    |                                      |                     |

## Abgesagte Konzerte
| Datum         | Stadt      | Land                   | Veranstaltungsort    | Grund                                                     |
| ------------- | ---------- | ---------------------- | -------------------- | --------------------------------------------------------- |
| 17. Juni 2016 | Cardiff    | Vereinigtes Königreich | Principality Stadium | Unbekannt                                                 |
| 18. Juni 2016 | Sunderland | Vereinigtes Königreich | Stadium of Light     | Unbekannt                                                 |
| 15. Juli 2016 | Nizza      | Frankreich             | Stade de Nice        | Absage als Folge des Anschlages in Nizza am 14. Juli 2016 |